# Miley Cyrus: Bangerz Tour
Miley Cyrus: Bangerz Tour es un especial televisivo, en concierto del año 2014, de la cuarta gira musical de la cantante y compositora estadounidense Miley Cyrus, en apoyo a su cuarto álbum de estudio Bangerz, de 2013. El especial fue filmado en Barcelona y Lisboa el 13 y 15 de junio de 2014 respectivamente; NBC se encargó de grabarlo y posteriormente emitirlo el 6 de julio de ese mismo año en los Estados Unidos. Aparte de las actuaciones en directo, cuenta con escenas adicionales donde Cyrus habla acerca de varias situaciones de su vida y su visión del mundo.
El 25 de marzo de 2015 se lanzó oficialmente en formato DVD y Blue-ray, sin embargo, no se muestra el espectáculo al completo y está fuertemente censurado. Diane Martel y Russell Thomas se encargaron de la dirección; mientras que la dirección artística corrió bajo Cyrus y Martel.

## Antecedentes y desarrollo
En octubre de 2013, Cyrus comentó en el programa de televisión Saturday Night Live que iniciaría en el 2014 una gira musical para promocionar su cuarto álbum de estudio Bangerz, de 2013. Asimismo se dio a conocer que Live Nation sería la empresa encargada de la promoción, ya que se había comprometido a pagarle a Cyrus aproximadamente $500 000 dólares por cada presentación que ofreciera. Así, el 14 de febrero de 2014 en Vancouver dio inicio a la gira, la cual fue dirigida por Diane Martel. Bangerz Tour culminó el 23 de octubre de 2014, en Perth, Australia tras haber visitado América del Norte, Europa, América Latina y Oceanía. Contó con una recaudación de $62 900 000, lo que la convirtió en la decimosexta con más ingresos brutos del año.
Durante el concierto en el Palau Sant Jordi de Barcelona, Cyrus anunció que el espectáculo estaba siendo filmado para un especial televisivo. Asimismo se realizaron tomas durante el recital en el MEO Arena de Lisboa, Portugal. La NBC se encargó de emitirlo el 6 de julio de 2014 en los Estados Unidos; con una duración aproximada de dos horas. El especial fue emitido bajo el título Miley Cyrus: Bangerz Tour, el cual muestra escenas del espectáculo y detrás de escena. Paul Telegdy, presidente de NBC Entertainment, dijo al respecto: «Hay pocos artistas de la grabación con el éxito mundial logrado por Miley Cyrus. Este especial único ofrecerá una mirada exclusiva sobre cómo ella se relaciona con su equipo y los aficionados en uno de sus muy populares conciertos.»
El especial televisivo obtuvo un bajo nivel de audiencia en Estados Unidos, con 2 millones de espectadores para NBC en la noche del domingo. Esto se debió, según los expertos, a que la fecha elegida no era la ideal ya que por ser un fin de semana festivo, los estadounidenses no estarían viendo la televisión. A pesar del rating inferior a lo esperado, el documental tuvo un gran impacto en las redes sociales, fue trending topic a nivel mundial en varios momentos de la noche en Twitter. Poco tiempo después de su emisión, se generó una gran polémica en torno al especial, provocó que NBC recibiese quejas por el contenido explícito emitido, considerado por algunos «obsceno, pornográfico y homosexual». La Comisión Federal de Comunicaciones de Estados Unidos investigó el caso, donde la cadena norteamericana pudo haber sido multada.
El 10 de febrero de 2015, Cyrus anunció que finalmente sería lanzada oficialmente en formato DVD y Blue-ray, bajo el nombre de Miley Cyrus: Bangerz Tour el 24 de marzo de 2015 en Estados Unidos y el Reino Unido, a espera de un lanzamiento mundial durante los días posteriores. El DVD contiene imágenes de los conciertos que se realizaron en Barcelona y Lisboa. Esta grabación es un derivado del especial televisivo emitido en Estados Unidos por la cadena NBC, por lo tanto, algunas presentaciones como la de «23» no se encuentra en dicho formato, aunque si hay contenido extra donde se muestra a Cyrus entre bambalinas y en escenas más cercanas alejada del mundo del espectáculo, donde nos explica cuestiones personales y su visión del mundo. El tráiler del DVD fue publicado mediante la cuenta de VEVO de la cantante el 20 de marzo de 2015.

## Contenido
El espectáculo ideado por Cyrus y Diane Martel tenía una duración de unas dos horas aproximadamente, realizándolo a lo largo de la gira en los distintos lugares donde se presentó la cantante. A diferencia de los conciertos ofrecidos por Cyrus, esta publicación no contiene todos los contenidos que se mostraron, es decir, no todas las canciones que se interpretaron en Barcelona y Lisboa fueron incluidas ni en el especial de la NBC ni en el DVD posterior. Esas canciones que quedaron excluidas, por razones desconocidas, fueron: «My Darlin'», «Summertime Sadness» (versión de Lana del Rey), «The Scientist» (versión de Coldplay), «You're Gonna Make Me Lonesome When You Go» (versión de Bob Dylan) y «23». Además, cabe destacar que a causa de la gran censura del espectáculo, varias de las presentaciones fueron cortadas, dando lugar a que la duración de las presentaciones de algunos temas fuesen menor a lo que se interpretó durante los conciertos, asimismo, no se incluyeron los interludios que se llevaron a cabo en vivo.

## Recepción de la crítica

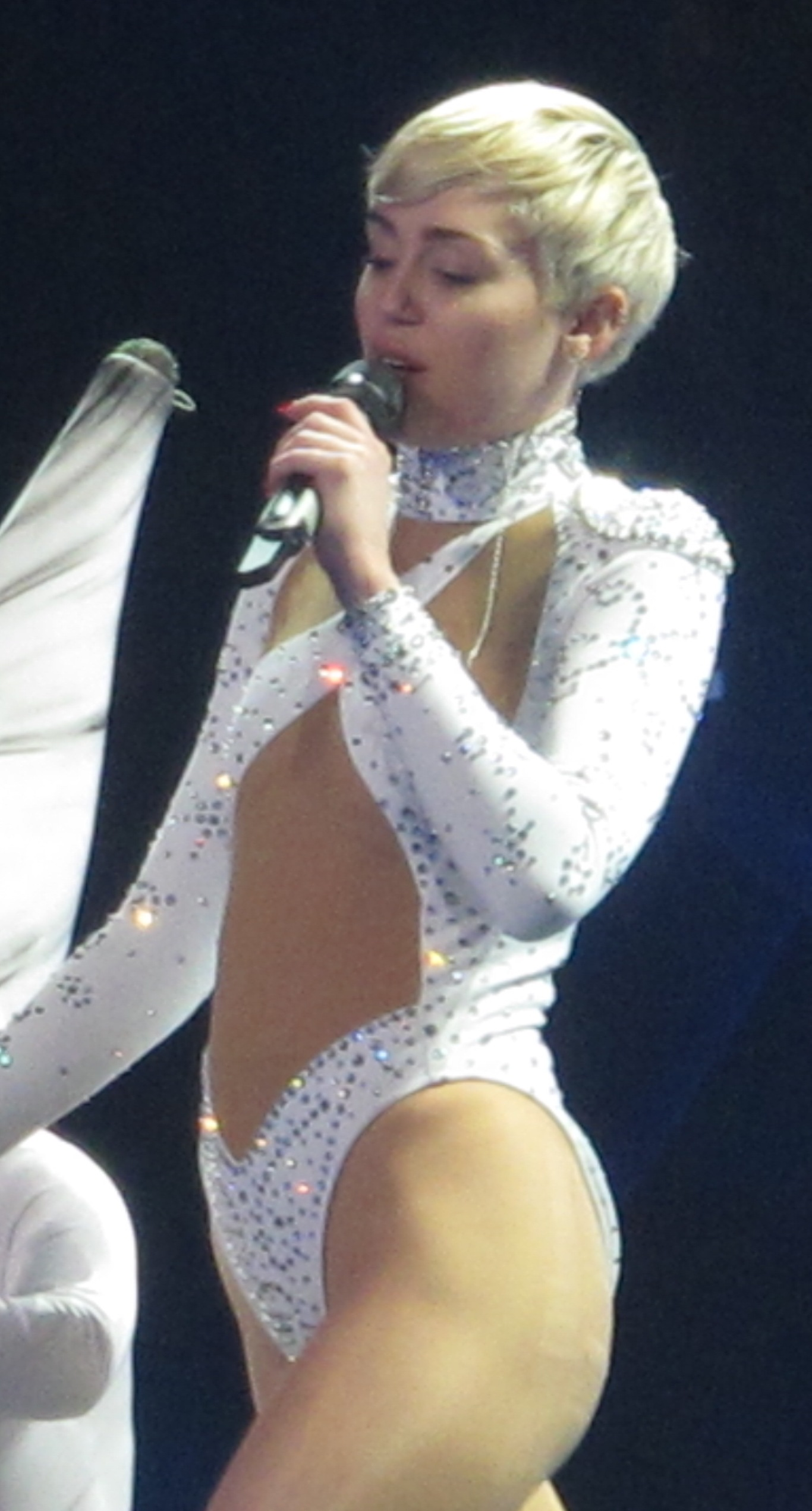
Cyrus interpretando «We Can't Stop» durante la etapa norteamericana de la gira.

La gira de Miley Cyrus obtuvo generalmente críticas favorables por parte de los críticos musicales, aunque estuvo envuelta en varias polémicas y controversias debido al contenido explícito del espectáculo ideado por Cyrus y Martel. Este tour es considerado «una de las giras más polémicas que se recuerdan del mundo pop, donde la provocación y la sexualidad fueron una constante». A contraposición, la emisión del especial provocó la exaltación del público norteamericano por el contenido explícito emitido a pesar de la fuerte censura instaurada desde la NBC.
Mike Wass de Idolator describió la actuación como «un paseo ácido extraño y maravilloso (...) Se apropia de todas sus travesuras mediáticas de 2013 (el perreo, los dedos de espuma y los diminutos trajes) e interpreta las canciones de su nuevo LP». Criticó duramente las canciones «My Darlin» y «Maybe You’re Right», a las que llama «canciones de relleno» que no suenan bien y no pueden «valerse por sí mismas», y lamentó que no hubiera elegido un material mejor que presentar. Y, aunque afirma que el espectáculo no es perfecto, es mejor que los de Katy Perry y Rihanna.
Para la revista Rolling Stone, Denise Sheppard señaló que «Tal vez el hecho más impactante de la noche... fue que no hubo nada que te dejara la boca abierta en toda la noche», y sintió que Cyrus logró su objetivo de que la gente vaya al espectáculo y la vea como una cantante seria. También elogió el momento de la noche en que cantó «Fitzpleasure», «Jolene» y «Hey Ya!», al decir que parecía «ser el momento más inspirado orgánicamente y el más divertido.»
Shawn Conner de USA Today, escribió que la apertura del show demostró que «ha llegado el momento de seguir la conversación sobre la ex estrella de Disney más allá del movimiento notorio que arrastró a Robin Thicke en los MTV Video Music Awards del año pasado [2013]». Conner también opinó que «Cyrus tiene el carisma y tal vez la inteligencia para ser la próxima Madonna», y añadió que parecía «ser accesible, dentro y fuera del escenario, de una manera en que Madonna nunca lo hizo».Entertainment Weekly elogió la gran calidad vocal de Cyrus y la calidad del espectáculo, asimismo dio 5 razones del por qué hay que ir a verla actuar.
Las reacciones al especial en julio de 2014 fueron completamente dispares, y es que la emisión del especial televisado, Miley Cyrus: Bangerz Tour, de NBC, generó múltiples críticas por parte los televidentes, hasta el punto que algunos decidieron trasladar sus quejas a la Comisión Federal de Comunicaciones (FCC), organismo encargado de regular las emisiones de los medios de comunicación en Estados Unidos, que se encuentra investigando del caso, para comprobar si el contenido viola las reglas de radiodifusión. El especial musical fue catalogado, por algunos, como difusor de «la pornografía y la homosexualidad». NBC podría resultar sancionada con una multa.
Tras la publicación del DVD en marzo de 2015, distintos medios de comunicación se hicieron eco de la noticia, dando lugar a que se comentase que se trata de una de las giras más exitosas del 2014 a pesar de haber estado en vuelta en polémicas en distintos países que Cyrus visitó. El periódico británico The Guardian realizó un artículo bajo el título «El Bangerz DVD de Miley Cyrus es la mejor penetración paradójica de la estrella del pop». Escrito por 
Charlie Lyne, alababa la calidad del espectáculo y la transición de Cyrus como estrella adolescente a una estrella del pop, diciendo: «sólo puedo sugerir recoger una copia de su nueva gira Bangerz en DVD, una obra de paroxismo de la cultura pop tan singularmente extraño que es imposible imaginar cualquier ejecutivo récord en sus cabales llegando con él». De la misma manera, el portal alemán Musicheadquarter elogio a Cyrus por su presencia en el escenario, aunque critican que: «los productores trabajan con grabaciones de documentales, interrumpiendo el río concierto». Haciendo referencia al contenido extra proporcionado por el especial de la NBC, añade que: «Miley se muestra en el backstage de su casa y claramente tiene un montón de diversión con sus hermanos, y especialmente con su hermana más joven, tumbadas en la cama juntas».

## Publicación en vídeo
Tras su publicación en los formatos DVD y Blu-ray el 24 de marzo de 2015, Miley Cyrus: Bangerz Tour se convirtió en éxito top 10 en ventas en varios mercados de alrededor del mundo, liderando las ventas de iTunes y Amazon en diferentes países, como Estados Unidos, Canadá, Brasil, México o Reino Unido. Cabe destacar que en su debut, el DVD alcanzó el número 1 en iTunes EE. UU. en la categoría "Mejor Conciertos películas" (ya ocupó la posición durante la preventa del 19/03) durante 6 días seguidos y fue el más vendido en Amazon, posicionado en el número 1, por más de 9 días consecutivos. Asimismo, el DVD fue el séptimo mejor vendido en Estados Unidos durante el 2015.

### Listado de pistas
| DVD/Blu-ray |                                 |          |  |
| N.º         | Título                          | Duración |  |
| 1.          | «SMS (Bangerz)»                 | 03:43    |  |
| 2.          | «4x4»                           | 02:58    |  |
| 3.          | «Love Money Party»              | 04:13    |  |
| 4.          | «Maybe You're Right»            | 03:25    |  |
| 5.          | «FU»                            | 03:48    |  |
| 6.          | «Do My Thang»                   | 02:55    |  |
| 7.          | «#GETITRIGHT»                   | 04:48    |  |
| 8.          | «Can't Be Tamed»                | 02:43    |  |
| 9.          | «Adore You»                     | 03:42    |  |
| 10.         | «Lucy in the Sky with Diamonds» | 03:28    |  |
| 11.         | «Drive»                         | 02:40    |  |
| 12.         | «Rooting For My Baby»           | 03:16    |  |
| 13.         | «Hey Ya!»                       | 03:29    |  |
| 14.         | «Jolene»                        | 02:45    |  |
| 15.         | «On My Own»                     | 03:27    |  |
| 16.         | «Someone Else»                  | 04:43    |  |
| 17.         | «We Can't Stop»                 | 02:58    |  |
| 18.         | «Wrecking Ball»                 | 04:11    |  |
| 19.         | «Party in the U.S.A.»           | 05:25    |  |

| DVD / Blu-ray bonus | |            |  |
| N.º                 | Título | Duración   |  |
| 1.                  | «Contenido extra» (Se muestra a Cyrus hablando sobre sus experiencias a lo largo de la gira, comentando sobre sus fanáticos, sus seres queridos y ofrece una visión personal de la sociedad y del mundo en general. En dichas imágenes aparece acompañada por sus hermanos Noah y Braison. Además, también se muestran entrevistas con los bailarines del show, que nos explican cómo es trabajar con Cyrus y su opinión al respecto.) | 32 minutos |  |

## Listas y certificaciones

### Listas
| País               | Lista de Ventas                   | Mejor posición | Ref    |
| ------------------ | --------------------------------- | -------------- | ------ |
| Alemania           | Music-DVD Top-20                  | 5              | [ 23 ] |
| Australia          | ARIA Music DVDs Chart             | 1              | [ 24 ] |
| Austria            | Austrian Music DVD Top 10         | 2              | [ 25 ] |
| Bélgica (Flanders) | Belgian Music DVD Chart           | 3              | [ 26 ] |
| Bélgica (Wallonia) | Belgium Music DVD Chart           | 4              | [ 27 ] |
| Brasil             | Brazilian Music DVD               | 1              | [ 28 ] |
| Dinamarca          | Danish Music DVD Top 10           | 2              | [ 29 ] |
| España             | Spanish DVD Chart                 | 1              | [ 30 ] |
| Estados Unidos     | US Billboard Top Music Videos     | 1              | [ 31 ] |
| Francia            | French Music DVD Chart            | 4              | [ 32 ] |
| Finlandia          | Finnish Music DVD Chart           | 6              | [ 33 ] |
| Italia             | Italian Music DVD Chart           | 1              | [ 34 ] |
| Países Bajos       | Dutch Music DVD Chart             | 3              | [ 35 ] |
| Reino Unido        | Official Music Video Chart Top 50 | 2              | [ 36 ] |
| Suecia             | Swedish Music Video Chart         | 3              | [ 37 ] |
| Suiza              | Swiss Music Video Chart           | 3              | [ 38 ] |

### Certificaciones
| País           | Organismo certificador | Certificación | Ventas certificadas | Simbolización | Ref.   |
| América Latina |                        |               |                     |               |        |
| Brasil         | ABPD                   | Oro           | 25 000              | ●             | [ 39 ] |

## Créditos y personal

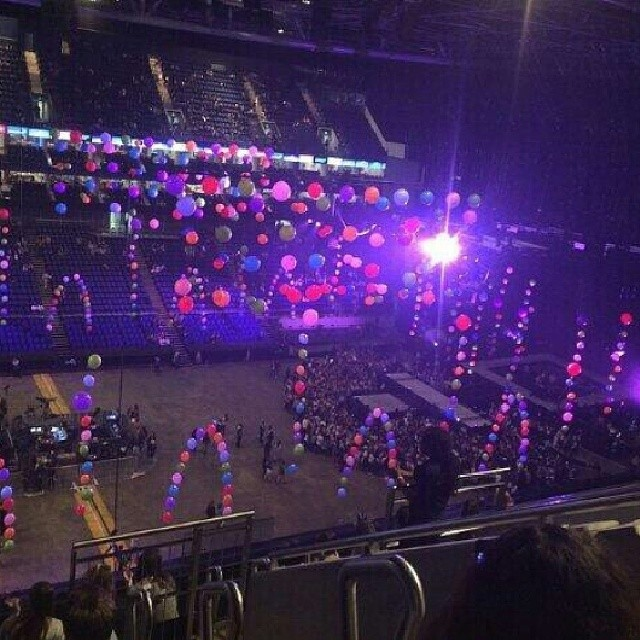
Imagen del escenario del Bangerz Tour a pocos minutos de abrirse las puertas del recinto fotografiado.

Créditos adaptados al programa de Miley Cyrus: Bangerz Tour.
Dirección
- Diane Martel
- Russell Thomas

Producción
- Miley Cyrus: productora ejecutiva
- Tish Cyrus: productora ejecutiva
- Larry Rudolph: productor ejecutivo
- Hamish Hamilton: productor
- Adam Leber: productor
- Simon Pizey: productor
- Melissa Ruderman: productora
- Bill Sobel: productor
- Ian Stewart: productor

Departamento de Sonido
- John Currie: sonido (vt) grabador
- Jack Meadows: mezclador del doblaje
- Marece Williams: reproducción de sonido

Departamento de vestuario
- Adrienne A Martínez: estilista / modista

Departamento de Edición
- Renee Edwards: editora adicional

Compañías discográficasRCA Records, Sony Music
Fuentes: Imdb.
- Notas: No incluyen todo el personal que trabajó en la gira, sino que se muestran quienes trabajaron en la realización de la grabación y su publicación.